# Frederico de Buren
Frederico de Buren ou Friedrich von Büren em alemão (1020 - 1094) Senhor de Büren, pertencia à dinastia dos Staufen. Casou em 1147 com Hildegarda de Schlettstadt (1028 - 1095) que pertencia à dinastia da Alsácia.

## Relações familiares
foi filho de Frederico de Staufen (997 - c. 1070) e de Adelaide de Filsgau. Casou em 1047 com Hildegarda de Schlettstadt (1028 - 1095), filha de Hugo III de Eguisheim e de Heilewinde, de quem teve:
1. Frederico I da Suábia duque da Suábia, casado com Inês de Alemanha (Klosterneuburg, Niederösterreich, Áustria, 1072 - Áustria, 24 de Setembro de 1143) filha de Henrique IV, Sacro Imperador Romano-Germânico e de Berta de Saboia.
2. Adelaide da Suábia (? - 1094).
3. Luís da Suábia, (? - C. 1103).
4. Otão de Bueren (? - 3 de agosto de 1100), bispo de Estrasburgo, e em 1094 co-fundador do Mosteiro de Santa Fé de Schlettstadt.
5. Conrado de Bueren.
6. Gualtério de Bueren.